# Phylacos (Delphes)
Pour les articles homonymes, voir Phylacos.
Phylacos (en grec ancien Φύλακος / Phúlakos) est le nom d'un héros de Delphes, qui bénéficiait d’une chapelle et d’une enceinte consacrée aux alentours du temple d’Athéna Pronoia, que les fouilles n’ont pas encore pu identifier. La légende veut qu’il soit intervenu en compagnie d’un autre héros local, Autonous, lors de l’expédition perse de 480 av. J.-C. contre Delphes, prenant la forme d’un guerrier de grande taille. Le même miracle se serait reproduit en 279 av. J.-C. lorsque les Gaulois menacèrent la ville, mais seul Pausanias fait à nouveau intervenir ce héros à cette occasion.